# Charlie Bluhdorn
Charlie Bluhdorn, född 20 september 1926 i Wien, Österrike, död 20 februari 1983 under en flygresa mellan Dominikanska republiken och USA, var en österrikiskfödd amerikansk filmmagnat och industriman.
Bluhdorn föddes i Österrike och kom 1942 till USA för att studera men blev kvar i landet. Han arbetade sig upp inom olika områden och tog 1956 över företaget Gulf & Western som med tiden kom att omfatta filmbolaget Paramount, förlaget Simon & Schuster samt äganderätten till arenan Madison Square Garden. Bluhdorn hade intressen inom en rad olika affärsområden men kom med tiden att koncentrera sig på Paramount, vilket han köpt 1966. Under hans ledning drog bolaget in stora pengar, något som Bluhdorn inte heller försummade att tala om för sin omgivning. Som studiochef var Bluhdorn en kontroversiell person som väckte starka känslor, även fruktan och hat, från sin omgivning. Bluhdorn hade stora intressen i socker och boskap i Dominikanska republiken där han emellanåt levde furstligt i ett residens. Han var under hela 70-talet konstant jagad av finansinspektionen men undgick åtal. Bluhdorn var känd för sitt råa och rättframma sätt med otaliga raseriutbrott och hans fiender gjorde narr av hans brutna engelska och hans diktatoriska sätt. Bluhdorn, som även beskrivits som en arbetsnarkoman, kom att avlida av en massiv hjärtinfarkt medan han färdades i sitt privatplan. Bland de mest kända filmer Bluhdorn förknippades med var Gudfadern och Chinatown.